# James Clark McReynolds
James Clark McReynolds, född 3 februari 1862 i Elkton, Kentucky, död 24 augusti 1946 i Washington DC, var en amerikansk jurist och politiker.
McReynolds tog sin grundexamen vid Vanderbilt University och juristexamen vid University of Virginia. Han arbetade som advokat i Nashville och var juridikprofessor vid Vanderbilt University. Han var biträdande justitieminister under president Theodore Roosevelt 1903-1907. Därefter fortsatte han sin juristkarriär i New York.
President Woodrow Wilson utnämnde McReynolds 1913 till USA:s justitieminister och följande år till domare i USA:s högsta domstol. Han satt i högsta domstolen en lång period, 1914-1941.
McReynolds var en bitter motståndare till president Franklin D. Roosevelt och New Deal. Han var också en känd antisemit. 1924 vägrade han att posera i ett gruppfoto bredvid sin kollega Louis Brandeis, som var judisk. Dessutom var McReynolds känd för sina misogyniska åsikter. Han gifte sig aldrig och hade inga barn, även om han tyckte bra om barn; t.ex. adopterade han 33 barn som föll offer för de tyska bombningarna av London 1940.